# Sungai Paitan
Der Paitan (mal. Sungai Paitan) oder Paitan River ist ein Fluss im malaysischen Bundesstaat Sabah auf Borneo. Er entspringt im Norden von Sabah und verläuft bis zur Mündung in die Schomburgk-Bucht, die wiederum zur Sulusee gehört. Die Mündung in die Schomburgk-Bucht stellt eines der größten Mangrovenwaldsysteme Sabahs dar.

## Geschichte
Die Ufer des Paitan sind ein altes Siedlungsgebiet der orang sungai, die von hier aus mit dem Sultanat von Sulu Handel trieben. Sie sammelten vor allem Campher, Schildpatt und die Rinde der Zimtkassie, daneben handelten sie auch mit Bienenwachs, Rattan und Reis. Die Hügel entlang des Paitan waren dicht mit Kampferbäumen bewachsen. Die extrem hohe Qualität des Camphers aus dieser Gegend Nord-Borneos war in der ganzen Welt bekannt. Da Campher in der Gegend im Überfluss vorhanden war, konnte es von den Händlern auch zu günstigen Preisen erworben werden. 1814 tauschten die orang sungai das Campher im Verhältnis 1:1 gegen Salz. Während 1760 nur wenige Taosug-Händler das Flussgebiet des Paitan aufsuchten, gab es ein halbes Jahrhundert später bereits drei größere Handelsposten, Pitan, Kinarubatan und Kulepan. Vierzig Jahre später notierte Spenser St. John: "man findet hier an die Tausend Mohammedaner ... und die Ida'an im Landesinneren sind so zahlreich wie die Blätter an den Bäumen."
Nach der Niederschlagung der Mat-Salleh-Rebellion kam es in den folgenden Jahren in verschiedenen Landesteilen Nord-Borneos zu kleineren Gewaltausbrüchen. Einer der Aufständischen, ein Dorfoberhaupt namens Musah, brandschatzte 1908 mit seinen Anhängern die Ortschaft Paitan und entzog sich jahrelang allen Versuchen, seiner habhaft zu werden. Maxwell Hall hat Musah in seinem Werk Musah of Paitan River ein Denkmal gesetzt.

## Fauna
Neben dem Kinabatangan ist der Paitan ein präferierter Lebensraum von Krokodilen. Verstärkte Aktivitäten durch den Menschen auf dem Fluss wie etwa Nutzung für die Flößerei und den Fischfang, haben die dort lebenden Krokodile jedoch stark zurückgedrängt.